# Hypoxis zeyheri
Hypoxis zeyheri är en enhjärtbladig växtart som beskrevs av John Gilbert Baker. Hypoxis zeyheri ingår i släktet Hypoxis och familjen Hypoxidaceae. Inga underarter finns listade i Catalogue of Life.